# Frank Aydelotte

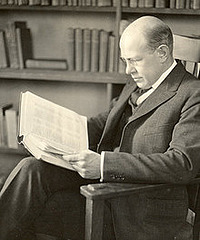
Porträt von Franklin Ridgeway Aydelotte (1880–1956) um 1930

Franklin Ridgeway Aydelotte (* 16. Oktober 1880 in Sullivan (Indiana); † 17. Dezember 1956 in Princeton (New Jersey)) war ein US-amerikanischer Erzieher, Gelehrter und Schriftsteller.
Nachdem er 1900 seinen Bachelor an der University of Indiana und drei Jahre später seinen Master in Harvard erworben hatte, lehrte er an einer High School in Kentucky. Als Rhodes-Stipendiat konnte er ab 1905 in Oxford studieren.
Während er 1908–1915 an der University of Indiana lehrte, verbrachte er ein Jahr mit Forschungen in Oxford. Danach lehrte er englische Literatur am Massachusetts Institute of Technology. 1921 wurde er Präsident des Swarthmore College, an dem er die in Oxford kennengelernten Unterrichtsmethoden einführte.
Seit 1923 war er gewähltes Mitglied der American Philosophical Society. Von 1939 bis 1947 war er Direktor des Institute for Advanced Study. 1946/47 gehörte er dem Anglo-amerikanischen Untersuchungskomitee für Palästina an.